# Вілмот (Арканзас)
Вілмот (англ. Wilmot) — місто (англ. city) в США, в окрузі Ешлі штату Арканзас. Населення — 416 осіб (2020).

## Географія
Вілмот розташований на висоті 33 метри над рівнем моря за координатами 33°3′38″ пн. ш. 91°34′26″ зх. д. / 33.06056° пн. ш. 91.57389° зх. д. (33.060584, -91.573999).  За даними Бюро перепису населення США в 2010 році місто мало площу 4,85 км², з яких 4,82 км² — суходіл та 0,03 км² — водойми. В 2017 році площа становила 4,57 км², з яких 4,56 км² — суходіл та 0,01 км² — водойми.

## Демографія
Згідно з переписом 2010 року, у місті мешкало 550 осіб у 231 домогосподарстві у складі 133 родин. Густота населення становила 113 особи/км².  Було 320 помешкань (66/км²). 
Расовий склад населення:
| - 76,7 % — чорних або афроамериканців - 20,9 % — білих - 0,2 % — корінних американців - 1,6 % — осіб інших рас |

До двох чи більше рас належало 0,5 %. Іспаномовні складали 2,7 % від усіх жителів.
За віковим діапазоном населення розподілялося таким чином: 24,5 % — особи молодші 18 років, 58,4 % — особи у віці 18—64 років, 17,1 % — особи у віці 65 років та старші. Медіана віку мешканця становила 41,5 року. На 100 осіб жіночої статі у місті припадало 79,7 чоловіків;  на 100 жінок у віці від 18 років та старших — 72,9 чоловіків також старших 18 років.
Середній дохід на одне домашнє господарство  становив 28 836 доларів США (медіана — 22 188), а середній дохід на одну сім'ю — 40 099 доларів (медіана — 38 929). За межею бідності перебувало 28,2 % осіб, у тому числі 40,8 % дітей у віці до 18 років та 9,3 % осіб у віці 65 років та старших.
Цивільне працевлаштоване населення становило 185 осіб. Основні галузі зайнятості: освіта, охорона здоров'я та соціальна допомога — 28,6 %, сільське господарство, лісництво, риболовля — 18,9 %, публічна адміністрація — 13,0 %, виробництво — 11,9 %.
За даними перепису населення 2000 року у Вілмоті проживало 786 осіб, 187 сімей, налічувалося 290 домашніх господарств і 367 житлових будинків. Середня густота населення становила близько 164 осіб на один квадратний кілометр. Расовий склад Вілмота за даними перепису розподілився таким чином: 24,17% білих, 75,19% — чорних або афроамериканців, 0,64% — представників змішаних рас.
Іспаномовні склали 0,64% від усіх жителів міста.
З 290 домашніх господарств в 27,2% — виховували дітей у віці до 18 років, 35,5% представляли собою подружні пари, які спільно проживали, в 24,1% сімей жінки проживали без чоловіків, 35,2% не мали сімей. 33,1% від загального числа сімей на момент перепису жили самостійно, при цьому 16,9% склали самотні літні люди у віці 65 років та старше. Середній розмір домашнього господарства склав 2,54 особи, а середній розмір родини — 3,27 особи.
Населення міста за віковим діапазоном за даними перепису 2000 року розподілилося таким чином: 26,8% — жителі молодше 18 років, 9,0% — між 18 і 24 роками, 21,0% — від 25 до 44 років, 22,8% — від 45 до 64 років і 20,4% — у віці 65 років та старше. Середній вік мешканця склав 39 років. На кожні 100 жінок у Вілмоті припадало 77,0 чоловіків, у віці від 18 років та старше — 80,8 чоловіків також старше 18 років.
Середній дохід на одне домашнє господарство в місті склав 14 167 доларів США, а середній дохід на одну сім'ю — 20 917 доларів. при цьому чоловіки мали середній дохід в 22 188 доларів США на рік проти 17 250 доларів середньорічного доходу у жінок. Дохід на душу населення в місті склав 9528 доларів на рік. 38,1% від усього числа сімей в окрузі і 40,4% від усієї чисельності населення перебувало на момент перепису населення за межею бідності, при цьому 53,6% з них були молодші 18 років і 49,2% — у віці 65 років та старше.